# E. Fontaine

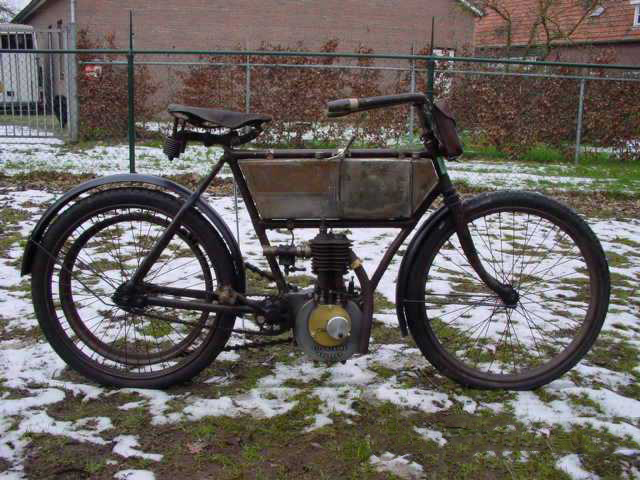
E. Fontaine 350 cc 1906

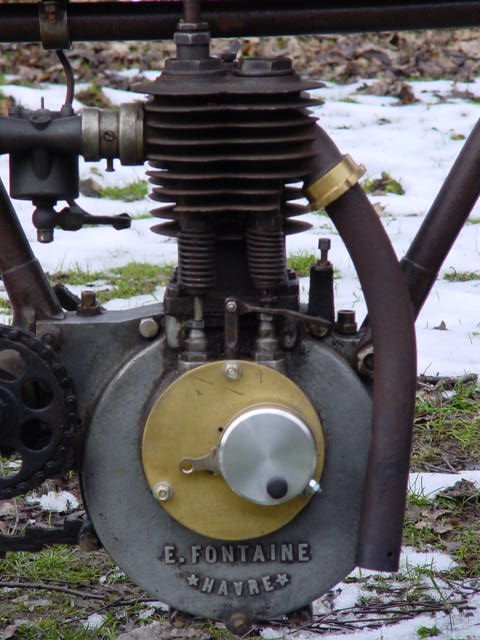
E. Fontaine 350 cc 1906, detail

E. Fontaine of Fontaine is een historisch Frans merk dat in het begin van de 20e eeuw lichte motorfietsen produceerde. Het was gevestigd in Le Havre.